# Isola di Barrettini
L'isola di Barrettini è un'isola del mar Tirreno situata ad est dell'isola di Budelli, nella Sardegna nord-orientale.
Appartiene amministrativamente al comune di La Maddalena e si trova all'interno del parco nazionale dell'Arcipelago di La Maddalena.

## Incidenti
Il 1º gennaio 1994 alle ore 6:35, la nave traghetto francese Monte Stello, con 77 passeggeri più gli uomini di equipaggio e una trentina di auto a bordo, si è incagliata sugli scogli dell'isolotto.